# 佩列利相卡
50°57′47″N 27°17′23″E / 50.96306°N 27.28972°E
佩列利相卡（烏克蘭語：Перелісянка），是烏克蘭北部的村莊，隸屬日托米爾州的茲維亞赫爾區。該村面積0.62平方公里，海拔高度205米，2001年人口85，人口密度每平方公里136.22人。